# 岩瀬惠子のスマートNEWS
『岩瀬惠子のスマートNEWS』（いわせけいこのスマートニュース）は、2012年10月1日からアール・エフ・ラジオ日本で放送されているラジオ番組。木曜日は『町亞聖のスマートNEWS』（まちあせいのスマートニュース）と称して放送する。
また、金曜日に放送される音楽番組『Listen to to too!』について、番組カラーは全く異なるが、同一時間帯の番組として表記する。

## 概要
- 2012年9月まで放送されていた『おはよう!スプーン』の枠を受け継ぎ、ラジオ日本開局55周年のプレ・イヤー（year）に当たる同年10月改編の一環として設けられた朝のニュースワイド番組である。
- 元フジテレビ アナウンサーの岩瀬恵子と元 日本テレビ アナウンサーの町亞聖の冠番組である。
- 「この番組を20分聴けば、朝のニュースが分かる」をコンセプトに最新のニュースと話題を伝える[2]。
- ジングルの一つは岩瀬の古巣・フジテレビの情報番組『トークシャワー』のコーナー「熱血! スポーツシャワー」と同じものを使用している。

## 現在（2025.04）の出演者
|                               | 月曜日 | 火曜日                     | 水曜日   | 木曜日                                        |
| パーソナリティ                | 岩瀬惠子 | 岩瀬惠子                   | 岩瀬惠子 | 町亞聖                                        |
| アシスタント （コーナー担当） | 真鍋杏奈 | 半澤実穂                   | 藤田舞美 | 〈週替わり〉 - 真鍋杏奈 - 半澤実穂 - 藤田舞美 |
| コメンテーター                | 〈隔週〉 - 青木理（ジャーナリスト） - 中村竜太郎 （ジャーナリスト）                                                                                      | 鈴木哲夫（ジャーナリスト） |          | 奥井規晶（経営コンサルタント）                |
| コメンテーター                | - 軽部謙介（帝京大学教授、月1回） - 小塚かおる（日刊ゲンダイ第一編集局長、月1回） - 澤田大典（産経新聞政治部記者、月1回） - 湯浅卓（国際弁護士、不定期） |                            |          |                                               |

備考
- 木曜日のアシスタントは週替わり。
- アシスタントは、7時台のスポーツ コーナーと8時台に出演。8時台のスポーツ コーナーから番組終了まではパーソナリティと2人体制での放送となる。
- コメンテーターは、7時台の特集コーナーに出演。

## 過去の出演者
- 斎藤一平（アシスタント、2023年10月31日まで）
- 青柳愛（アシスタント、2016年9月30日まで）[8]
- 角谷浩一（政治ジャーナリスト・火曜コメンテーター、2018年9月25日まで）[9]
- 川口智美（アシスタント、2019年3月29日まで）[10]　　ほか

## 放送時間

### 現在の放送時間
- 「岩瀬惠子のスマートNEWS」月 - 水曜日　6:30 ～ 8:50
- 「町亞聖のスマートNEWS」木曜日　6:30 ～ 8:50

### 過去の放送時間
2022年3月25日まで
- 「岩瀬惠子のスマートNEWS」月 - 木曜日　6:30 ～ 8:50
- 「町亞聖のスマートNEWS」金曜日　6:30 ～ 8:50

## Listen to to too!
『Listen to to too!』（リッスン・トゥ・トゥ・トゥー!）は2022年4月1日から放送されている音楽番組。前週3月25日までは町亞聖が『スマートNEWS』を担当していたが、町の担当日を木曜日に変更した上で当番組を開始。8時台では一アーティストを特集した編成となっている。
番組ナビゲーターは『ウェイクアップミュージック』を担当している河村由美（フリーアナウンサー）。
番組タイトルは「あなたと（to）ラジオと（to）音楽がさらに（too）繋がる」という意味が込められている。
以下のタイムテーブルで表されていない部分は番組内で掛かる音楽で全て埋められ、実質的には金曜 朝ワイドの廃止であり、フィラーとなっている。

## タイムテーブル（2022.03現在）
番組内の「ラジオ日本ニュース、天気予報」はニュース スタジオから、その日の早朝のニュース担当アナウンサーが伝える。★は『Listen to to too!』でも放送される。
| 6:30 | オープニング                            | |
| 6:35 | ラジオ日本ニュース、天気予報、交通情報  | |
| 6:40 | 各紙 朝刊一面、社説紹介                 | 五大紙と東京新聞の一面と社説を取りあげる。朝刊休刊日は各スポーツ新聞の一面を取りあげる。                                                                                        |
| 6:50 | 今日の予定                              | |
| 7:00 | ★ラジオ日本ニュース、天気予報、交通情報 | |
| 7:10 | スマートNEWS 今日の特集                 | 日替わりでコメンテーターが出演し、国内・海外のニュースや話題を解説してもらう。毎週水曜日は国会議員を招き、パーソナリティと対談する。                                            |
| 7:15 | 通勤情報                                | 鉄道と航空の運航状況を、JR東日本と東京シティエアターミナルから伝えてもらう（私鉄分はスタジオから伝える）。                                                                      |
| 7:30 | ★ラジオ日本ニュース、天気予報、交通情報 | |
| 7:40 | ★創価学会 ハートフルメッセージ          | 提供：創価学会 |
| 8:00 | ★ラジオ日本ニュース、天気予報、交通情報 | |
| 8:10 | 今朝の気になる話題、ワールド トピックス | - パーソナリティとアシスタントが、それぞれ気になる社会やスポーツなどの話題を紹介する。 - 大相撲本場所開催時は、尾崎勇気（元関脇・隆乃若）を招き、見どころなどを解説してもらう。 |
| 8:30 | ★ラジオ日本ニュース、天気予報           | この時間のみ、ニュース担当のアナウンサーと、岩瀬・町のトークが行われることがある。                                                                                              |
| 8:40 | 快適生活 ラジオショッピング             | |
| 8:45 | エンディング、『SWEET!!』の予告         | 『SWEET!!』放送当日のメッセージ テーマを紹介する。 |